# Hydraena bractoides
Hydraena bractoides är en skalbaggsart som beskrevs av Perkins 1980. Hydraena bractoides ingår i släktet Hydraena och familjen vattenbrynsbaggar. Inga underarter finns listade i Catalogue of Life.